# Ługi Ujskie
Ługi Ujskie (pierwotnie Olędry Ujskie, niem. Usch Hauland) – wieś w Polsce, położona w województwie wielkopolskim, w powiecie pilskim, w gminie Ujście.
1 stycznia 1992 część wsi (67,05 ha) włączono do Piły.
| SIMC    | Nazwa   | Rodzaj    |
| ------- | ------- | --------- |
| 1007783 | Malinka | część wsi |

W latach 1954–1972 wieś należała i była siedzibą władz gromady Ługi Ujskie. W latach 1975–1998 wieś administracyjnie należała do województwa pilskiego.
Wieś królewska Olędrowo należała do starostwa ujskiego, pod koniec XVI wieku leżała w powiecie poznańskim województwa poznańskiego. W latach 1975–1998 miejscowość administracyjnie należała do województwa pilskiego.
Była to pierwsza osada olęderska w Wielkopolsce, założona 16 kwietnia 1597 r. Nosiła wówczas nazwę Olędry Ujskie. W 1945 r. nazwa wsi zmieniła się na Ługi Ujskie.
Do końca II wojny światowej wioska zamieszkiwana była przez Niemców. Po przyłączeniu do Polski rozpoczął się napływ ludności polskiej, którzy zajmowali gospodarstwa poniemieckie. Z przedwojennych zabudowań w dobrym stanie pozostał sklep rzeźnicki, 2 sklepy kolonialne, kościół ewangelicki z 1868 r., dzwonnica z 1825 r., budynki szkolne oraz budynek straży granicznej. 20 sierpnia 1945 r. zaczęła działać szkoła podstawowa, którą umiejscowiono w ewangelickiej pastorówce.
Stan ludności 2011 roku to 573 osoby. Największa liczba mieszkańców dojeżdża do pracy do Piły. W samej wsi   znajduje się: stacja paliw (przy drodze krajowej nr 11), komis samochodowy, jeden sklep, świetlica oraz biblioteka. We wsi znajdowała się Sala Królestwa Świadków Jehowy, która została zamknięta w 2015 roku.
Dawny kościół ewangelicki został zamieniony na kościół pw. Matki Boskiej Różańcowej.
We wsi funkcjonuje klub biegacza „AKB Olędry Ujskie”.
Ługi Ujskie są jednym z największych skupisk bocianów w Polsce w samej wsi jest ponad 15 gniazd bocianów.